# Anciennes relations InterCity en Belgique
Ne doit pas être confondu avec InterCity (Belgique).
Les relations InterCity (IC) belges forment un réseau de liaisons ferroviaires interurbaines qui relient toutes les villes importantes de Belgique. Tous les trains InterCity roulent selon un horaire cadencé à l'heure ; en général, les relations partageant un même trajet sont agencées de telle sorte que le cadencement soit à la demi-heure (par exemple, sur la ligne Charleroi-Bruxelles ou la ligne Bruxelles-Namur) voire au quart d'heure (comme sur la ligne Bruxelles-Anvers).
En 2014 a eu lieu un important changement de dénomination ainsi qu'un certain nombre de remaniements (dus en grande partie à la disparition de la catégorie des trains InterRégion (IR)). Les relations actuelles issues de ce remaniement, à leur tour révisées en 2017 et légèrement modifiés chaque semestre, sont disponibles sur la page InterCity (Belgique).

## InterCity A
De: Eupen à: Ostende

Série 5**:
| Arrêts terminus | 503 | 504..517 | 518..522 | 523 |
| --------------- | --- | -------- | -------- | --- |
| Ostende         |     |          |          |     |
| Welkenraedt     |     |          |          |     |
| Eupen           |     |          |          |     |

| Arrêts terminus | 527, 528 | 529..544 | 545 |
| --------------- | -------- | -------- | --- |
| Eupen           |          |          |     |
| Welkenraedt     |          |          |     |
| Louvain         |          |          |     |
| Ostende         |          |          |     |

|  |   |  | Arrêts            |                                 | Correspondances         |                   |
|  | - |  | ----------------- | ------------------------------- | ----------------------- | ----------------- |
|  |   |  |                   | Internationaux                  | IC                      | IR                |
|  | • |  | Eupen             |                                 |                         |                   |
|  | • |  | Welkenraedt       |                                 |                         | q                 |
|  | • |  | Verviers-Central  |                                 |                         | q                 |
|  | • |  | Liège-Guillemins  | Thalys ICE                      | D F M O E               | c m q             |
|  | • |  | Louvain           |                                 | E F K Q                 | a f i o           |
|  | • |  | Bruxelles-Nord    | EC ICE FYRA                     | B E H I J L M F K N O R | h i j l n b d o p |
|  | • |  | Bruxelles-Central | EC                              | B E H I J L M F K N O R | h i j l n b d o p |
|  | • |  | Bruxelles-Midi    | Thalys Eurostar TGV EC ICE FYRA | B E H I J L M F K N O R | h i j l n b d o p |
|  | • |  | Gand-Saint-Pierre | Thalys                          | C E G K P               | f h i             |
|  | • |  | Bruges            | Thalys                          | C E G                   |                   |
|  | • |  | Ostende           | Thalys                          | C G                     |                   |
|  |   |  |                   | Internationaux                  | IC                      | IR                |

Service quotidien assuré par des locomotives série 18 et des voitures I11 ou voitures M6.
1. ↑  Bien que le trajet soit noté "Eupen-Ostende", les numéros les plus bas sont pour le sens inverse.

## InterCity C
De:  Anvers et Ostende à:  Courtrai puis Lille.
Série 7** pour la branche Anvers-Courtrai, série 8** pour la branche Ostende-Courtrai, série 197**/198** entre Courtrai et Lille 
| Arrêts terminus | 805 | 806   | 807 | 808 | 809 | 810 | 811 | 812..814 | 815 | 816..818 | 819 | 820 | _ _ _ _ _ | 821       | 822 |     |
| --------------- | --- | ----- | --- | --- | --- | --- | --- | -------- | --- | -------- | --- | --- | --------- | --------- | --- | --- |
| Ostende         |     |       |     |     |     |     |     |          |     |          |     |     |           |           |     |     |
| Courtrai        |     |       |     |     |     |     |     |          |     |          |     |     |           |           |     |     |
| Mouscron        |     |       |     |     |     |     |     |          |     |          |     |     |           |           |     |     |
| Lille-Flandres  |     |       |     |     |     |     |     |          |     |          |     |     |           |           |     |     |
| Arrêts terminus | 704 | 705   | 706 | 707 | 708 | 709 | 710 | 711..713 | 714 | 715..717 | 718 | 719 | 19728     | 720       | 721 | 722 |
| Anvers          |     |       |     |     |     |     |     |          |     |          |     |     |           |           |     |     |
| Gand-St-Pierre  |     |       |     |     |     |     |     |          |     |          |     |     |           |           |     |     |
| Courtrai        |     |       |     |     |     |     |     |          |     |          |     |     |           |           |     |     |
| Mouscron        |     | [ 1 ] |     |     |     |     |     |          |     |          |     |     |           | [ ICC 2 ] |     |     |
| Lille-Flandres  |     | [ 1 ] |     |     |     |     |     |          |     |          |     |     |           |           |     |     |

| Arrêts terminus | 825 | 826 | 827 | 828   | 829   | 830 | 831..833 | 834 | 835..837 | 838 | 839..841 | 842 | 19741 |
| --------------- | --- | --- | --- | ----- | ----- | --- | -------- | --- | -------- | --- | -------- | --- | ----- |
| Lille-Flandres  |     |     |     |       |       |     |          |     |          |     |          |     |       |
| Courtrai        |     |     |     |       |       |     |          |     |          |     |          |     |       |
| Ostende         |     |     |     |       |       |     |          |     |          |     |          |     |       |
| Arrêts terminus | 726 | 727 | 728 | 729   | 730   | 731 | 732..734 | 735 | 736..738 | 739 | 740..742 | 743 | 744   |
| Lille-Flandres  |     |     |     | [ 1 ] | [ 1 ] |     |          |     |          |     |          |     |       |
| Mouscron        |     |     |     |       | [ 1 ] |     |          |     |          |     |          |     |       |
| Courtrai        |     |     |     |       |       |     |          |     |          |     |          |     |       |
| Gand-St-Pierre  |     |     |     |       |       |     |          |     |          |     |          |     |       |
| Anvers          |     |     |     |       |       |     |          |     |          |     |          |     |       |

|     |   |     | Arrêts             |                            | Correspondances |               |
| --- | - | --- | ------------------ | -------------------------- | --------------- | ------------- |
| 7** | x | 8** | Branche principale | Internationaux             | IC              | IR            |
| •   |   |     | Anvers-Central     | Thalys                     | B G I N P Q     | c e g n s b d |
| •   |   |     | Anvers-Berchem     |                            | G I N P Q       | c e g n b d   |
| •   |   |     | Saint-Nicolas      |                            | G L L' P        | a             |
| •   |   |     | Lokeren            |                            | G L L' P        |               |
| •   |   |     | Gand-Dampoort      |                            | G P             |               |
| •   |   |     | Gand-Saint-Pierre  | Thalys                     | A E G K P       | f h i         |
| •   |   |     | Waregem            |                            |                 | f             |
|     |   | •   | Ostende            | Thalys                     | A G             |               |
|     |   | •   | Bruges             | Thalys                     | A E G           |               |
|     |   | •   | Torhout            |                            |                 |               |
|     |   | •   | Roulers            |                            |                 |               |
|     |   | •   | Izegem             |                            |                 |               |
|     | • |     | Courtrai           |                            | L               | f d           |
|     | • |     | Mouscron           | TER Nord-Pas-de-Calais     | H               | d             |
|     | • |     | Tourcoing          | TGV TER Nord-Pas-de-Calais |                 |               |
|     | • |     | Roubaix            | TGV TER Nord-Pas-de-Calais |                 |               |
|     | • |     | Croix-L'Allumette  | TER Nord-Pas-de-Calais     |                 |               |
|     | • |     | Croix - Wasquehal  | TGV TER Nord-Pas-de-Calais |                 |               |
|     | • |     | Lille-Flandres     | TGV TER Nord-Pas-de-Calais | D               |               |
| 7** | x | 8** | Branche principale | Internationaux             | IC              | IR            |
|     |   |     | Branche annexe     | Internationaux             | IC              | IR            |
|     |   |     | Branche annexe     | Internationaux             | IC              | IR            |

Service quotidien assuré par des automotrices bicourant AM96.
1. ↑  Il ne semble y avoir aucun lien apparent entre les numéros 7**/8** et le numéro 197**/198** pour un train donné. Exception est faite lorsque le train fusionné ne passe pas la frontière: il garde son numéro 7**.
2. ↑  Circule le samedi sous le numéro 723.

## InterCity D
De:  Lille puis Tournai à: Liège / Herstal.
Série 9**
|       |   |    | Arrêts             |                            | Correspondances |       |
| ----- | - | -- | ------------------ | -------------------------- | --------------- | ----- |
| S     |   | WE |                    | Internationaux             | IC              | IR    |
|       | • |    | Lille-Flandres     | TGV TER Nord-Pas-de-Calais | C               |       |
|       | • |    | Lezennes           | TER Nord-Pas-de-Calais     |                 |       |
|       | • |    | Hellemmes          | TER Nord-Pas-de-Calais     |                 |       |
|       | • |    | Pont-de-Bois       | TER Nord-Pas-de-Calais     |                 |       |
|       | • |    | Annappes           | TER Nord-Pas-de-Calais     |                 |       |
|       | • |    | Ascq               | TER Nord-Pas-de-Calais     |                 |       |
|       | • |    | Baisieux           | TER Nord-Pas-de-Calais     |                 |       |
|       | • |    | Froyennes          |                            |                 | d     |
|       | • |    | Tournai            | TER Nord-Pas-de-Calais     | H               | d k   |
| [ 4 ] | • |    | Antoing            |                            |                 | (k)   |
| [ 4 ] | • |    | Péruwelz           |                            |                 | (k)   |
| [ 4 ] | • |    | Blaton             |                            |                 | (k)   |
| [ 4 ] | • |    | Saint-Ghislain     |                            | (F)             | j (k) |
| [ 4 ] | • |    | Quaregnon          |                            | (F)             | j (k) |
| [ 4 ] | • |    | Jemappes           |                            | (F)             | j (k) |
|       | • |    | Mons               | Thalys                     | F               | j k   |
|       | • |    | La Louvière-Sud    |                            |                 | l k   |
|       | • |    | Marchienne-au-Pont |                            | I (N)           | (k)   |
|       | • |    | Charleroi-Sud      | Thalys                     | I N             | k r   |
|       | • |    | Châtelet           |                            |                 | (k)   |
|       | • |    | Tamines            |                            |                 | k     |
|       | • |    | Auvelais           |                            |                 | (k)   |
|       | • |    | Jemeppe-sur-Sambre |                            |                 | (k)   |
|       | • |    | Namur              | Thalys EC                  | J M             | k     |
| [ 4 ] | • |    | Andenne            |                            | (M)             |       |
| [ 4 ] | • |    | Statte             |                            | (M)             |       |
|       | • |    | Huy                |                            | M               |       |
| [ 4 ] | • |    | Flémalle-Haute     |                            | (M)             |       |
|       | • |    | Liège-Guillemins   | Thalys ICE                 | A F M O E       | c m q |
|       | • |    | Liège-Carré        |                            | M               | c m   |
|       | • |    | Liège-Palais       |                            | M               | c m   |
|       | • |    | Herstal            |                            | M               | c m   |
| S     |   | WE |                    | Internationaux             | IC              | IR    |
| S     |   | WE | Exclus             | Internationaux             | IC              | IR    |
| S     |   | WE | Exclus             | Internationaux             | IC              | IR    |

|  |   |  |      | Légende                          |  |
|  | - |  | ---- | -------------------------------- |  |
|  | • |  | Gare | Desserte quotidienne             |  |
|  | • |  | Gare | Desserte quotidienne irrégulière |  |
|  | • |  | Gare | Desserte uniquement en semaine   |  |
|  | • |  | Gare | Desserte uniquement le week-end  |  |

Service quotidien assuré par des automotrices bicourant AM96.
1. ↑  À partir de Tournai; entre Tournai et Lille, les trains circulent sous un numéro type 199**, sans lien apparent avec le numéro attribué sur le réseau belge.

## InterCity E
De:  Knokke et Blankenberge à:  Tongres en semaine; Landen puis Genk ou Liège le week-end.
Série 15** pour le trajet principal Knokke - Tongres/Genk, 16** pour la branche Blankenberge - Bruges, 17** le week-end pour le trajet Landen-Liège.
|      |       |     |      |       |      |       |       | Arrêts            |                            | Correspondances         |                   |
| ---- | ----- | --- | ---- | ----- | ---- | ----- | ----- | ----------------- | -------------------------- | ----------------------- | ----------------- |
| S 15 | WE 15 | S x | WE x | WE 15 | S 16 | WE 16 | WE 17 | Ligne principale  | Internationaux             | IC                      | IR                |
|      | •     |     |      |       |      |       |       | Knokke            |                            |                         |                   |
|      | •     |     |      |       |      |       |       | Duinbergen        |                            |                         |                   |
|      | •     |     |      |       |      |       |       | Heist             |                            |                         |                   |
|      |       |     |      |       | •    |       |       | Blankenberge      |                            | G P                     |                   |
|      |       | •   |      |       |      |       |       | Bruges            | Thalys                     | A C G                   |                   |
|      |       | •   |      |       |      |       |       | Gand-Saint-Pierre | Thalys                     | A C G K P               | f h i             |
|      |       | •   |      |       |      |       |       | Bruxelles-Midi    | Thalys Eurostar TGV EC ICE | A B H I J L M F K N O R | h i j l n b d o p |
|      |       | •   |      |       |      |       |       | Bruxelles-Central | EC                         | A B H I J L M F K N O R | h i j l n b d o p |
|      |       | •   |      |       |      |       |       | Bruxelles-Nord    | EC ICE                     | B E H I J L M F K N O R | h i j l n b d o p |
|      |       | •   |      |       |      |       |       | Louvain           |                            | A F K Q                 | a f i o           |
|      |       | •   |      |       |      |       |       | Aarschot          |                            |                         | c                 |
|      |       | •   |      |       |      |       |       | Diest             |                            |                         | c                 |
|      |       | •   |      |       |      |       |       | Tirlemont         |                            | (F) (K)                 | i                 |
|      |       | •   |      |       |      |       |       | Landen            |                            | (F) (K)                 | i                 |
|      |       | •   |      |       |      |       |       | Saint-Trond       |                            | (K)                     |                   |
|      |       | •   |      |       |      |       |       | Alken             |                            | (K)                     |                   |
|      |       | •   |      |       |      |       |       | Hasselt           |                            | K                       | c e               |
|      |       | •   |      |       |      |       |       | Diepenbeek        |                            |                         | c                 |
|      |       | •   |      |       |      |       |       | Bilzen            |                            |                         | c                 |
|      |       | •   |      |       |      |       |       | Tongres           |                            |                         | c                 |
|      |       | •   |      |       |      |       |       | Kiewit            |                            | (K)                     |                   |
|      |       | •   |      |       |      |       |       | Bokrijk           |                            | (K)                     |                   |
|      |       | •   |      |       |      |       |       | Genk              |                            | (K)                     |                   |
|      |       |     |      |       |      |       | •     | Waremme           |                            | (F)                     |                   |
|      |       |     |      |       |      |       | •     | Ans               |                            | (F)                     |                   |
|      |       |     |      |       |      |       | •     | Liège-Guillemins  | Thalys ICE                 | A D (F) (M) (O)         | c m q             |
| S 15 | WE 15 | S x | WE x | WE 15 | S 16 | WE 16 | WE 17 | Ligne principale  | Internationaux             | IC                      | IR                |
|      |       |     |      |       |      |       |       | Branche annexe 1  | Internationaux             | IC                      | IR                |
|      |       |     |      |       |      |       |       | Branche annexe 1  | Internationaux             | IC                      | IR                |
|      |       |     |      |       |      |       |       | Branche annexe 2  | Internationaux             | IC                      | IR                |
|      |       |     |      |       |      |       |       | Branche annexe 2  | Internationaux             | IC                      | IR                |
|      |       |     |      |       |      |       |       | Hors trajet       | Internationaux             | IC                      | IR                |
|      |       |     |      |       |      |       |       | Hors trajet       | Internationaux             | IC                      | IR                |

|  |   |  |      | Légende                          |  |
|  | - |  | ---- | -------------------------------- |  |
|  | • |  | Gare | Desserte quotidienne             |  |
|  | • |  | Gare | Desserte quotidienne irrégulière |  |
|  | • |  | Gare | Desserte uniquement en semaine   |  |
|  | • |  | Gare | Desserte uniquement le week-end  |  |

Service assuré par des locomotives série 21 et/ou série 27 et des voitures M6.

## InterCity F
De: Quiévrain ou Saint-Ghislain à: Liège
Série 17** en semaine, ne circule pas le week-end.
|  |   |  | Arrêts            |                            | Correspondances         |                   |
|  | - |  | ----------------- | -------------------------- | ----------------------- | ----------------- |
|  |   |  |                   | Internationaux             | IC                      | IR                |
|  | • |  | Quiévrain         |                            |                         | (j)               |
|  | • |  | Thulin            |                            |                         | (j)               |
|  | • |  | Hainin            |                            |                         | (j)               |
|  | • |  | Boussu            |                            |                         | (j)               |
|  | • |  | Saint-Ghislain    |                            | (D)                     | k (j)             |
|  | • |  | Quaregnon         |                            | (D)                     | k (j)             |
|  | • |  | Jemappes          |                            | (D)                     | k (j)             |
|  | • |  | Mons              | Thalys                     | D                       | j k               |
|  | • |  | Soignies          |                            |                         | j                 |
|  | • |  | Braine-le-Comte   |                            |                         | j l               |
|  | • |  | Bruxelles-Midi    | Thalys Eurostar TGV EC ICE | A B E H I J L M K N O R | h i j l n b d o p |
|  | • |  | Bruxelles-Central | EC                         | A B E H I J L M K N O R | h i j l n b d o p |
|  | • |  | Bruxelles-Nord    | EC ICE                     | A B E H I J L M K N O R | h i j l n b d o p |
|  | • |  | Louvain           |                            | A E K Q                 | a f i o           |
|  | • |  | Tirlemont         |                            | K (E)                   | i                 |
|  | • |  | Landen            |                            | K (E)                   | i                 |
|  | • |  | Waremme           |                            | (E)                     |                   |
|  | • |  | Ans               |                            | (E)                     |                   |
|  | • |  | Liège-Guillemins  | Thalys ICE                 | A D M O (E)             | c m q             |
|  |   |  |                   | Internationaux             | IC                      | IR                |

Service assuré uniquement en semaine par des locomotives série 21 et des voitures M4 (parfois, locomotive série 27 et voitures M6).

## InterCity G
De:  Ostende à:  Anvers
Série 18**
|   |   |       | Arrêts            |                | Correspondances |               |
| - | - | ----- | ----------------- | -------------- | --------------- | ------------- |
| S |   | WE    |                   | Internationaux | IC              | IR            |
|   | • |       | Ostende           | Thalys         | A C             |               |
|   | • |       | Bruges            | Thalys         | A C E           |               |
|   | • |       | Aalter            |                |                 |               |
|   | • |       | Gand-Saint-Pierre | Thalys         | A C E K P       | f h i         |
|   | • |       | Gand-Dampoort     |                | C P             |               |
|   | • |       | Lokeren           |                | C L L' P        |               |
|   | • |       | Saint-Nicolas     |                | C L L' P        | a             |
|   | • | [ 4 ] | Beveren           |                | (P)             |               |
|   | • |       | Anvers-Sud        |                | (P)             |               |
|   | • |       | Anvers-Berchem    |                | C I N P Q       | c e g n b d   |
|   | • |       | Anvers-Central    | Thalys         | B C I N P Q     | c e g n s b d |
| S |   | WE    |                   | Internationaux | IC              | IR            |
|   |   |       | Sans arrêt        | Internationaux | IC              | IR            |
|   |   |       | Sans arrêt        | Internationaux | IC              | IR            |

|  |   |  |      | Légende                         |  |
|  | - |  | ---- | ------------------------------- |  |
|  | • |  | Gare | Desserte quotidienne            |  |
|  | • |  | Gare | Desserte uniquement en semaine  |  |
|  | • |  | Gare | Desserte uniquement le week-end |  |

Service quotidien.

## InterCity H
De:  Mouscron à:  Schaerbeek
Série 19**
|  |   |    | Arrêts            |                            | Correspondances         |                   |
|  | - | -- | ----------------- | -------------------------- | ----------------------- | ----------------- |
|  | S | WE |                   | Internationaux             | IC                      | IR                |
|  | • |    | Mouscron          | TER Nord-Pas-de-Calais     | C                       | d                 |
|  | • |    | Herseaux          |                            |                         | d                 |
|  | • |    | Tournai           | TER Nord-Pas-de-Calais     | D                       | d k               |
|  | • |    | Leuze             |                            |                         | d                 |
|  | • |    | Ath               |                            |                         | d                 |
|  | • |    | Silly             |                            |                         | (d)               |
|  | • |    | Enghien           |                            |                         | d                 |
|  | • |    | Hal               |                            |                         | j l (d)           |
|  | • |    | Bruxelles-Midi    | Thalys Eurostar TGV EC ICE | A B E I J L M F K N O R | h i j l n b d o p |
|  | • |    | Bruxelles-Central | EC                         | A B E I J L M F K N O R | h i j l n b d o p |
|  | • |    | Bruxelles-Nord    | EC ICE                     | A B E I J L M F K N O R | h i j l n b d o p |
|  | • |    | Schaerbeek        |                            |                         | j                 |
|  | S | WE |                   | Internationaux             | IC                      | IR                |
|  |   |    | Sans arrêt        | Internationaux             | IC                      | IR                |
|  |   |    | Sans arrêt        | Internationaux             | IC                      | IR                |

|  |   |  |      | Légende                         |  |
|  | - |  | ---- | ------------------------------- |  |
|  | • |  | Gare | Desserte quotidienne            |  |
|  | • |  | Gare | Desserte uniquement le week-end |  |

Service quotidien assuré par des locomotives série 21 ou série 27 et des voitures M4.

## InterCity I
De: Charleroi à: Anvers
Série 20**
|  |   |    | Arrêts             |                            | Correspondances         |                   |
|  | - | -- | ------------------ | -------------------------- | ----------------------- | ----------------- |
|  | S | WE |                    | Internationaux             | IC                      | IR                |
|  | • |    | Charleroi-Sud      | Thalys                     | D N                     | k r               |
|  | • |    | Marchienne-au-Pont |                            | D (N)                   | (k)               |
|  | • |    | Luttre             |                            | N                       |                   |
|  | • |    | Nivelles           |                            | N                       | b                 |
|  | • |    | Braine-l'Alleud    |                            | N                       | b                 |
|  | • |    | Bruxelles-Midi     | Thalys Eurostar TGV EC ICE | A B E H J L M F K N O R | h i j l n b d o p |
|  | • |    | Bruxelles-Central  | EC                         | A B E H J L M F K N O R | h i j l n b d o p |
|  | • |    | Bruxelles-Nord     | EC ICE                     | A B E H J L M F K N O R | h i j l n b d o p |
|  | • |    | Vilvorde           |                            |                         | n (b) (d)         |
|  | • |    | Malines            |                            | B N R                   | af n b d          |
|  | • |    | Anvers-Berchem     |                            | C G N P Q               | c e g n b d       |
|  | • |    | Anvers-Central     | Thalys                     | B C G N P Q             | c e g n s b d     |
|  | S | WE |                    | Internationaux             | IC                      | IR                |
|  |   |    | Sans arrêt         | Internationaux             | IC                      | IR                |
|  |   |    | Sans arrêt         | Internationaux             | IC                      | IR                |

|  |   |  |      | Légende                         |  |
|  | - |  | ---- | ------------------------------- |  |
|  | • |  | Gare | Desserte quotidienne            |  |
|  | • |  | Gare | Desserte uniquement le week-end |  |

Service quotidien assuré par des locomotives série 21 ou série 18 et des voitures M6.

## InterCity J
De: Bruxelles à: Luxembourg
Série 21**
|  |   |  | Arrêts               |                                       | Correspondances         |                   |
|  | - |  | -------------------- | ------------------------------------- | ----------------------- | ----------------- |
|  |   |  |                      | Internationaux                        | IC                      | IR                |
|  | • |  | Bruxelles-Midi       | Thalys Eurostar TGV EC ICE            | A B E H I L M F K N O R | h i j l n b d o p |
|  | • |  | Bruxelles-Central    | EC                                    | A B E H I L M F K N O R | h i j l n b d o p |
|  | • |  | Bruxelles-Nord       | EC ICE                                | A B E H I L M F K N O R | h i j l n b d o p |
|  | • |  | Bruxelles-Schuman    | EC                                    | M                       | l                 |
|  | • |  | Bruxelles-Luxembourg | EC                                    | M                       | l                 |
|  | • |  | Ottignies            |                                       | M                       | l                 |
|  | • |  | Gembloux             |                                       | M                       |                   |
|  | • |  | Namur                | Thalys EC                             | D M                     | k                 |
|  | • |  | Ciney                |                                       |                         |                   |
|  | • |  | Marloie              |                                       |                         |                   |
|  | • |  | Jemelle              |                                       |                         |                   |
|  | • |  | Libramont            | EC                                    |                         |                   |
|  | • |  | Marbehan             |                                       |                         |                   |
|  | • |  | Arlon                | EC CFL                                |                         |                   |
|  | • |  | Luxembourg           | EC CFL TGV Intercités TER Lorraine DB |                         | m                 |
|  |   |  |                      | Internationaux                        | IC                      | IR                |

Service quotidien assuré par des automotrices monocourant AM96, ou une locomotive série 13 et voitures M6, ou une locomotive série 20 et voitures du TER Alsace (train EuroCity).
Note: deux trains supplémentaires circulent suivant la même ligne, en ne réalisant que les arrêts EuroCity. Sous la série 46** (4614 et 4629), il s'agit des anciens trains EuroCity Jean Monnet.

## InterCity K
De: Gand à: Genk
Série 22**
|  |   |  | Arrêts            |                            | Correspondances         |                   |
|  | - |  | ----------------- | -------------------------- | ----------------------- | ----------------- |
|  |   |  |                   | Internationaux             | IC                      | IR                |
|  | • |  | Gand-Saint-Pierre | Thalys                     | A C E G P               | f h i             |
|  | • |  | Wetteren          |                            |                         | f h i             |
|  | • |  | Lede              |                            |                         | h i               |
|  | • |  | Alost             |                            |                         | h i               |
|  | • |  | Denderleeuw       |                            | L                       | h i               |
|  | • |  | Liedekerke        |                            |                         | h i               |
|  | • |  | Bruxelles-Midi    | Thalys Eurostar TGV EC ICE | A B E H I J L M F N O R | h i j l n b d o p |
|  | • |  | Bruxelles-Central | EC                         | A B E H I J L M F N O R | h i j l n b d o p |
|  | • |  | Bruxelles-Nord    | EC ICE                     | A B E H I J L M F N O R | h i j l n b d o p |
|  | • |  | Louvain           |                            | A E F Q                 | a f i o           |
|  | • |  | Tirlemont         |                            | F (E)                   | i                 |
|  | • |  | Landen            |                            | F (E)                   | i                 |
|  | • |  | Saint-Trond       |                            | (E)                     |                   |
|  | • |  | Alken             |                            | (E)                     |                   |
|  | • |  | Hasselt           |                            | E                       | c e               |
|  | • |  | Kiewit            |                            | (E)                     |                   |
|  | • |  | Bokrijk           |                            | (E)                     |                   |
|  | • |  | Genk              |                            | (E)                     |                   |
|  |   |  |                   | Internationaux             | IC                      | IR                |

Service en semaine.

## InterCity L
De: Poperinge à: Termonde et Saint-Nicolas en semaine, Lokeren le week-end.
Série 23**
|  |   |       | Arrêts            |                            | Correspondances         |                   |
|  | - | ----- | ----------------- | -------------------------- | ----------------------- | ----------------- |
|  | S | WE    |                   | Internationaux             | IC                      | IR                |
|  | • | [ 5 ] | Poperinge         |                            |                         |                   |
|  | • | [ 5 ] | Ypres             |                            |                         |                   |
|  | • | [ 5 ] | Comines           |                            |                         |                   |
|  | • | [ 5 ] | Wervik            |                            |                         |                   |
|  | • | [ 5 ] | Menin             |                            |                         |                   |
|  | • | [ 5 ] | Wevelgem          |                            |                         |                   |
|  | • | [ 5 ] | Bissegem          |                            |                         |                   |
|  | • |       | Courtrai          |                            | C                       | d f               |
|  | • |       | Audenarde         |                            |                         |                   |
|  | • |       | Zottegem          |                            |                         |                   |
|  | • |       | Denderleeuw       |                            | K                       | h i               |
|  | • |       | Bruxelles-Midi    | Thalys Eurostar TGV EC ICE | A B E H I J M F K N O R | h i j l n b d o p |
|  | • |       | Bruxelles-Central | EC                         | A B E H I J M F K N O R | h i j l n b d o p |
|  | • |       | Bruxelles-Nord    | EC ICE                     | A B E H I J M F K N O R | h i j l n b d o p |
|  | • |       | Asse              |                            |                         |                   |
|  | • |       | Opwijk            |                            |                         |                   |
|  | • |       | Termonde          |                            |                         | f                 |
|  | • |       | Zele              |                            |                         |                   |
|  | • |       | Lokeren           |                            | C G P (L')              |                   |
|  | • |       | Sinaai            |                            |                         |                   |
|  | • |       | Belsele           |                            |                         |                   |
|  | • |       | Saint-Nicolas     |                            | C G P (L')              | a                 |
|  | S | WE    |                   | Internationaux             | IC                      | IR                |
|  |   |       | Sans arrêt        | Internationaux             | IC                      | IR                |
|  |   |       | Sans arrêt        | Internationaux             | IC                      | IR                |

|  |   |  |      | Légende                                                     |  |
|  | - |  | ---- | ----------------------------------------------------------- |  |
|  | • |  | Gare | Desserte quotidienne                                        |  |
|  | • |  | Gare | Desserte uniquement le week-end                             |  |
|  | • |  | Gare | Desserte irrégulière en semaine, régulière le week-end.     |  |
|  | • |  | Gare | Desserte irrégulière en semaine uniquement; correspondance. |  |

Service quotidien.
Note: en semaine, peu de trains vont jusqu'à Saint-Nicolas: la relation est limitée à Termonde, d'où part un train L.

## InterCity M
De: Bruxelles à: Namur puis Liers (seulement en semaine) ou Dinant.
Série 24** en semaine sur l'axe Bruxelles-Namur-Liers, et le week-end sur l'ensemble du trajet, 25** en semaine sur le trajet Namur-Dinant.
|      |       |         | Arrêts               |                            | Correspondances         |                   |
| ---- | ----- | ------- | -------------------- | -------------------------- | ----------------------- | ----------------- |
| S-24 | x     | S-25 WE |                      | Internationaux             | IC                      | IR                |
|      | •     |         | Bruxelles-Midi       | Thalys Eurostar TGV EC ICE | A B E H I J L F K N O R | h i j l n b d o p |
|      | •     |         | Bruxelles-Central    | EC                         | A B E H I J L F K N O R | h i j l n b d o p |
|      | •     |         | Bruxelles-Nord       | EC ICE                     | A B E H I J L F K N O R | h i j l n b d o p |
|      | •     |         | Bruxelles-Schuman    | EC                         | J                       | l                 |
|      | •     |         | Bruxelles-Luxembourg | EC                         | J                       | l                 |
|      | •     |         | Ottignies            |                            | J                       | l                 |
|      | •     |         | Gembloux             |                            | J                       |                   |
|      | •     |         | Namur                | Thalys EC                  | D J                     | k                 |
| •    |       |         | Andenne              |                            | (D)                     |                   |
| •    |       |         | Statte               |                            | (D)                     |                   |
| •    |       |         | Huy                  |                            | D                       |                   |
| •    |       |         | Flémalle-Haute       |                            | (D)                     |                   |
| •    |       |         | Liège-Guillemins     | Thalys ICE                 | A D F O (E)             | c m q             |
| •    |       |         | Liège-Jonfosse       |                            | D                       | c m               |
| •    |       |         | Liège-Palais         |                            | D                       | c m               |
| •    |       |         | Herstal              |                            | D                       | c m               |
| •    |       |         | Milmort              |                            |                         | c m               |
| •    |       |         | Liers                |                            |                         | c m               |
|      | [ 5 ] | •       | Jambes               |                            |                         | k                 |
|      | [ 5 ] | •       | Lustin               |                            |                         |                   |
|      | [ 5 ] | •       | Godinne              |                            |                         |                   |
|      | [ 5 ] | •       | Yvoir                |                            |                         |                   |
|      | [ 5 ] | •       | Dinant               |                            |                         |                   |
| S-24 | x     | S-25 WE |                      | Internationaux             | IC                      | IR                |
|      |       |         | Autres               | Internationaux             | IC                      | IR                |
|      |       |         | Autres               | Internationaux             | IC                      | IR                |

|  |   |  |      | Légende                                   |  |
|  | - |  | ---- | ----------------------------------------- |  |
|  | • |  | Gare | Desserte quotidienne                      |  |
|  | • |  | Gare | Desserte en semaine seulement, voir IC D. |  |

Service quotidien assuré par des automotrices AM80. Exception est faite en heure de pointe pour les IC 2408 et 2436, assurés par une locomotive série 27 et des voitures M4.

## InterCity N
De:  Charleroi à: Essen
Série 45**
|  |   |  | Arrêts             | Correspondances            | Correspondances         | Correspondances   |
|  | - |  | ------------------ | -------------------------- | ----------------------- | ----------------- |
|  |   |  |                    | Internationaux             | IC                      | IR                |
|  | • |  | Charleroi-Sud      | Thalys                     | D I                     | k r               |
|  | • |  | Marchienne-au-Pont |                            | (D) (I)                 | k                 |
|  | • |  | Luttre             |                            | I                       |                   |
|  | • |  | Nivelles           |                            | I                       | b                 |
|  | • |  | Braine-l'Alleud    |                            | I                       | b                 |
|  | • |  | Bruxelles-Midi     | Thalys Eurostar TGV EC ICE | A B E H I J L M F K O R | h i j l n b d o p |
|  | • |  | Bruxelles-Central  | EC                         | A B E H I J L M F K O R | h i j l n b d o p |
|  | • |  | Bruxelles-Nord     | EC ICE                     | A B E H I J L M F K O R | h i j l n b d o p |
|  | • |  | Malines            |                            | B I R                   | a f n b d         |
|  | • |  | Anvers-Berchem     |                            | C G I P Q               | c e g n b d       |
|  | • |  | Anvers-Central     | Thalys                     | B C G I P Q             | c e g n s b d     |
|  | • |  | Ekeren             |                            |                         |                   |
|  | • |  | Kapellen           |                            |                         |                   |
|  | • |  | Heide              |                            |                         |                   |
|  | • |  | Kalmthout          |                            |                         |                   |
|  | • |  | Essen              |                            |                         |                   |
|  |   |  |                    | Internationaux             | IC                      | IR                |

Service en semaine.

## InterCity O
De: Bruxelles à: Visé
Série 4** +50
|  |   |  | Arrêts            | Correspondances            | Correspondances         | Correspondances   |
|  | - |  | ----------------- | -------------------------- | ----------------------- | ----------------- |
|  |   |  |                   | Internationaux             | IC                      | IR                |
|  | • |  | Bruxelles-Midi    | Thalys Eurostar TGV EC ICE | A B E H I J L M F K N R | h i j l n b d o p |
|  | • |  | Bruxelles-Central | EC                         | A B E H I J L M F K N R | h i j l n b d o p |
|  | • |  | Bruxelles-Nord    | EC ICE                     | A B E H I J L M F K N R | h i j l n b d o p |
|  | • |  | Liège-Guillemins  | Thalys ICE                 | A D F M (E)             | c m q             |
|  | • |  | Bressoux          |                            |                         |                   |
|  | • |  | Visé              |                            |                         |                   |
|  |   |  |                   | Internationaux             | IC                      | IR                |

Service en semaine assuré par des locomotives Série 18 et voitures I11.
Quelques remarques:
- de 2007 à 2011, ce train était prolongé jusqu'à Maastricht. Depuis le 12 décembre 2011, il est limité à Visé, mais il assure correspondance avec le train L Liège - Maastricht et l'IC A Ostende - Eupen.
- avant janvier 2012, la SNCB utilisait des locomotives Série 13 sur cette relation.

## InterCity P
De: Gand à: Anvers
Série 30**
|  |   |  | Arrêts            | Correspondances | Correspondances | Correspondances |
|  | - |  | ----------------- | --------------- | --------------- | --------------- |
|  |   |  |                   | Internationaux  | IC              | IR              |
|  | • |  | Gand-Saint-Pierre | Thalys          | A C E G K       | f h i           |
|  | • |  | Gentbrugge        |                 |                 |                 |
|  | • |  | Gand-Dampoort     |                 | C G             |                 |
|  | • |  | Beervelde         |                 |                 |                 |
|  | • |  | Lokeren           |                 | C G L L'        |                 |
|  | • |  | Saint-Nicolas     |                 | C G L L'        | a               |
|  | • |  | Anvers-Sud        |                 | G               |                 |
|  | • |  | Anvers-Berchem    |                 | C G I N Q       | c e g n b d     |
|  | • |  | Anvers-Central    | Thalys          | B C G I N Q     | c e g n s b d   |
|  |   |  |                   | Internationaux  | IC              | IR              |

Service en semaine
1. ↑  Bien que le trajet soit noté "Gand-Anvers", les numéros les plus bas sont attribués au trajet inverse.

## InterCity Q
De: Louvain à: Anvers
Série 26**
|  |   |  | Arrêts              | Correspondances | Correspondances | Correspondances |
|  | - |  | ------------------- | --------------- | --------------- | --------------- |
|  |   |  |                     | Internationaux  | IC              | IR              |
|  | • |  | Louvain             |                 | A E F K         | a f i o         |
|  | • |  | Haacht              |                 |                 | a f             |
|  | • |  | Malines-Nekkerspoel |                 |                 | n b d           |
|  | • |  | Anvers-Berchem      |                 | C G I N P       | c e g n b d     |
|  | • |  | Anvers-Central      | Thalys          | B C G I N P     | c e g n s b d   |
|  |   |  |                     | Internationaux  | IC              | IR              |

Service en semaine

## InterCity R
De: Bruxelles à: Turnhout
Série 34**
|  |   |  | Arrêts            | Correspondances            | Correspondances         | Correspondances   |
|  | - |  | ----------------- | -------------------------- | ----------------------- | ----------------- |
|  |   |  |                   | Internationaux             | IC                      | IR                |
|  | • |  | Bruxelles-Midi    | Thalys Eurostar TGV EC ICE | A B E H I J L M F K N O | h i j l n b d o p |
|  | • |  | Bruxelles-Central | EC                         | A B E H I J L M F K N O | h i j l n b d o p |
|  | • |  | Bruxelles-Nord    | EC ICE                     | A B E H I J L M F K N O | h i j l n b d o p |
|  | • |  | Vilvorde          |                            |                         | n b d             |
|  | • |  | Malines           |                            | B I N                   | a f n b d         |
|  | • |  | Lierre            |                            |                         | c e g             |
|  | • |  | Herentals         |                            |                         | e g               |
|  | • |  | Tielen            |                            |                         | g                 |
|  | • |  | Turnhout          |                            |                         | g                 |
|  |   |  |                   | Internationaux             | IC                      | IR                |

Service en semaine assuré par des automotrices AM80 ou une locomotive série 13 et voitures M6.

## Intercity Z
De: Bruxelles à: La Haye
Série 12**
Train créé en remplacement du Fyra par la SNCB. Il n'est plus en service. Il a été remplacé par le Train Benelux.
|  |   |  | Arrêts            |                            | Correspondances         |                   |
|  | - |  | ----------------- | -------------------------- | ----------------------- | ----------------- |
|  |   |  |                   | Internationaux             | IC                      | IR                |
|  | • |  | Bruxelles-Midi    | Thalys Eurostar TGV EC ICE | B E H I J L M F K N O R | h i j l n b d o p |
|  | • |  | Bruxelles-Central | EC                         | B E H I J L M F K N O R | h i j l n b d o p |
|  | • |  | Malines           |                            | I N R                   | a f n b d         |
|  | • |  | Anvers-Central    | Thalys                     | C G I N P Q             | c e g n s b d     |
|  | • |  | Rosendael         | NS                         |                         |                   |
|  | • |  | Dordrecht         | NS                         |                         |                   |
|  | • |  | Rotterdam-Central | Thalys NS                  |                         |                   |
|  | • |  | La Haye           | NS                         |                         |                   |

Service quotidien assuré par une locomotive série 28 et des voitures NS Hispeed.
1. ↑  Contrairement aux autres relations, les numéros vont de 8 en 8, deux numéros successifs par aller-retour (premier train 1210, puis 1209), pair dans le sens Bruxelles - La Haye.